# 魔域幻境
《魔域幻境》是Epic Games用同名遊戲引擎開發的一款第一人稱射擊遊戲，於1998年5月22日發行，之後，在相同的時空背景中，魔域幻境的續作分開成兩個截然不同的系列：接續前作的《魔域幻境II》和注重多人遊戲的《魔域幻境之浴血戰場》。
Legend Entertainment為《魔域幻境》製作了一款資料片：《魔域幻境：重返納帕里》（Unreal Mission Pack I: Return To Na Pali），增加了新關卡、新武器以及新的敵人，資料片於1999年5月31日發行，後來的《魔域幻境黃金版》也包含此一資料片。2001年8月30日發行的合集包：《Totally Unreal》則包含了黃金版以及《魔域幻境之浴血戰場》。

## 故事背景
你是一艘罪犯運送艦的成員，當星艦墜毀在一個叫Na Pali的星球上，你是星艦上的唯一生存者，一些未死於墜毀的成員似乎也被殲滅殆盡，隨後你發現這星球正被一支殘暴的種族：Skaarj所統治，奴役著原住民種族：Nali，Nali族相信你就是預言中的救世主，而你能做的就是摧毀Skaarj的母船以及想辦法逃出這個星球····

## 遊戲中的生物

### 友善的
下列生物會在遊戲過程中幫助玩家：
| - Nali族 | - Nali族的牧師 |

### 中立的
下列生物只是遊戲中的旁觀者：
| - 鳥 - Nali的牛隻 | - Nali的一些小動物 - Nali的兔子 |

### 敵人
下列是充滿敵意的生物，像是Skaarj族以及其部屬，傭兵和陸戰隊等等：
| - Behemoth - Brute - Ice Skaarj - Krall - Krall Elite - Lesser Brute - Marine (資料片) - Mercenary - Mercenary Elite | - Pupae - Queen - Skaarj Assassin - Skaarj Berserker - Skaarj Gunner - Skaarj Infantry - Skaarj Lord - Skaarj Officer - Skaarj Scout | - Skaarj Sniper - Skaarj Trooper - Skaarj Warrior - Stone Titan - Titan - Warlord |

### 怪物
這些怪物攻擊玩家只是因為單純的掠食慾望：
| - Blob - Bitterfish - Cave Manta - Devilfish - Fly | - Gasbag - Giant Gasbag - Giant Manta - Giant Spinner (資料片) - Manta | - Predator (資料片) - Slith - Spinner (資料片) - Tentacle |

## 武器
| - ASMD - Assault Rifle - Automag - Combat Assault Rifle (資料片) - Dispersion Pistol | - Eightball - Flak Cannon - GES Biorifle - Grenade Launcher (資料片) - Minigun | - Razorjack - Rifle - Rocket Launcher (資料片) - Stinger |

《魔域幻境》中的武器皆有兩種開火模式，並有許多武器特性繼續沿用至《魔域幻境之浴血戰場》。

## 與雷神之錘系列的競爭

遊戲抓圖，玩家可以用左手或右手拿槍。

魔域幻境引擎可說是雷神之錘引擎的主要勁敵，當時魔域幻境引擎在技術上被認為比雷神之錘和雷神之錘II都還要傑出。魔域幻境使用了自行設計的腳本語言，稱為：UnrealScript，方便玩家社群開發外掛模組，另外，魔域幻境也包含免費的關卡編輯器：UnrealEd。

## 關於遊戲引擎

### 繪圖
雖然《魔域幻境》並不是第一款支援著色光影（colored lighting）的遊戲，但卻是第一款可以使用軟體模擬來呈現著色光影以及其它成像技術（不包括雙線性過濾bilinear filtering）的遊戲，在此之前，許多遊戲都必須借助與硬體搭配的繪圖API如Glide、Direct3D和OpenGL來達成相同效果。
另外，《魔域幻境》在大場景關卡的執行效率比雷神之錘引擎更好，所以遊戲中出現了不少室外場景，但遊戲的硬體需求以當時的環境來說並不低，當時堪稱高檔的硬體如PentiumII配上3dfx的Voodoo2都不見得能讓遊戲從頭順暢到尾。

### 音效
《魔域幻境》可能是第一個支援44.1 kHz音效的第一人稱射擊遊戲。

### 音樂
《魔域幻境》使用module music檔案格式來錄製音樂。

### 關卡編輯
內附的UnrealEd1.0關卡編輯器，擁有很好的圖形介面，以及編輯功能，但是編輯器本身的穩定度和執行效率都不佳，Epic Games也沒有提供技術支援。

### 網路
《魔域幻境》一開始的多人連線效率為人詬病，後來的更新檔逐步修正了問題。

## 外部連結
- 魔域幻境總系列官方網站 （页面存档备份，存于）
- MobyGames （页面存档备份，存于）
- OldUnreal （页面存档备份，存于）
- The Unreal Wiki